# McPherson (Kansas)
McPherson és una ciutat dels Estats Units d'Amèrica, seu del Comtat de McPherson (Kansas).

## Demografia
Segons el cens dels Estats Units del 2000, McPherson tenia 13.770 habitants., 5.378 habitatges, i 3.651 famílies. La densitat de població era de 865,9 habitants/km².
Dels 5.378 habitatges en un 32,6% hi vivien nens de menys de 18 anys, en un 57,7% hi vivien parelles casades, en un 7,2% dones solteres, i en un 32,1% no eren unitats familiars. En el 27,8% dels habitatges hi vivien persones soles l'11,7% de les quals corresponia a persones de 65 anys o més que vivien soles. El nombre mitjà de persones vivint en cada habitatge era de 2,43 i el nombre mitjà de persones que vivien en cada família era de 2,97.
Per edats la població es repartia de la següent manera: un 25,6% tenia menys de 18 anys, un 11,6% entre 18 i 24, un 26,4% entre 25 i 44, un 20,8% de 45 a 60 i un 15,7% 65 anys o més.
L'edat mediana era de 36 anys. Per cada 100 dones de 18 o més anys hi havia 91,6 homes.
La renda mediana per habitatge era de 40.469 $ i la renda mediana per família de 48.882 $. Els homes tenien una renda mediana de 33.831 $ mentre que les dones 20.633 $. La renda per capita de la població era de 19.716 $. Entorn del 5,1% de les famílies i el 7,9% de la població estaven per davall del llindar de pobresa.

## Poblacions properes
El següent diagrama mostra les poblacions més properes.